# Camp Wood
Camp Wood est une ville située au sud-ouest du comté de Real, au Texas, aux États-Unis,. Elle est fondée en 1920.

## Démographie
Lors du recensement de 2010, la ville comptait une population de 706 habitants. Elle est estimée, en 2016, à 716 habitants.

### Source de la traduction
- (en) Cet article est partiellement ou en totalité issu de l’article de Wikipédia en anglais intitulé « Camp Wood, Texas » (voir la liste des auteurs).